# Зло (фильм, 2003)
«Зло» (Ondskan) — шведская драма 2003 года, снятая по одноимённому автобиографическому роману Яна Гийу. Фильм был номинирован на премию «Оскар» за «Лучший фильм на иностранном языке». Главную роль исполнил актёр Андреас Вильсон.

## Слоганы
- «Уроки выживания: один против всех…» (слоган российского DVD-издания).
- «It’s Time To Take A Stand» («Время постоять за себя»).

## Сюжет
Швеция, 1950-е годы. В глазах своих учителей Эрик Понти — самый жестокий изверг в школе. Уличные драки — его стихия. В этом деле ему нет равных — каждый раз его соперник уходит с поля битвы проигравшим. И лишь хорошие оценки спасают юношу. Однако директор больше не хочет, чтобы молодой человек учился в его школе. Тогда мать Эрика решает отправить юношу в частную школу для мальчиков, где руководство заключено в руках старших студентов, возглавляемых Отто Сильверхельмом.
Чтобы не разочаровать свою мать в очередной раз, Эрик всеми силами пытается сдерживать себя — направлять энергию в мирное русло: учёбу, плавание, дружбу с соседом по комнате Пьером. Но некоторое время спустя Эрик понимает, что в стенах школы всё иначе, чем за их пределами — здесь царит безнаказанность: старшие студенты позволяют себе жестокость по отношению к младшим. А если младшие решат дать сдачи — их отчислят.
Всё в натуре Эрика бастует, и теперь он понимает, что в этой школе жестокость — не развлечение, а возможность защитить себя. Возможность, которой лишены многие студенты. А сдерживать себя Эрику становится всё труднее и труднее — под ударом стоят его будущее, безопасность Пьера и любовь к Марье — девушке, работающей на школьной кухне…

## Создатели

### В ролях
| Актёр               | Роль              |
| ------------------- | ----------------- |
| Андреас Вильсон     | Эрик Понти        |
| Хенрик Лундстрём    | Пьер Танги        |
| Густаф Скарсгард    | Отто Сильверъельм |
| Линда Зиллиакус     | Марья             |
| Мари Рикардсон      | Мать Эрика        |
| Юхан Рабаеус        | Отец Эрика        |
| Челль Бергквист     | Экенгрен          |
| Магнус Руусманн     | Тоссе Берг        |
| Йеспер Сален        | Дален             |
| Кристиан Холльбринк | Динкельшпиль      |
| Генрик Линросс      | Бейхар            |
| Бьёрн Гранат        | директор школы    |
| Петер Эггерс        | фон Русен         |
| Дэнни Сауседо       | хулиган           |

### Съёмочная группа
- Режиссёр: Микаэль Хофстрём
- Сценарий: Ханс Гуннарссон, Микаэль Хофстрём, Клас Эстергрен
- Композитор: Франсис Шоу
- Оператор: Петер Мокросински
- Подбор актёров: Мэгги Уинтстрад

## Интересные факты
- На роль Эрика пробовались 120 актеров.
- Фильм снимался в Стокгольме и его окрестностях.
- Кассовые сборы: в США — $15 530; в России — $1 300; мировые — $324 592; общие сборы — $340 122.
- Производством картины занимались студии Moviola Film och Television AB, Nordisk Film/TV и Svenska Filminstitutet (SFI). Спецэффекты созданы Panorama film & teatereffekter. Прокат в России — Гемини Киномир; в США — Magnolia.
- После сцены драки актёр Фредерик Аф Трамп (Fredrik af Trampe) попросил гримёршу сфотографировать его на Полароид. Актёр отдал фото своей матери, которая поставила его в рамку на прикроватный столик.
- В начале фильма Эрик видит в поезде девочку с куклой. Это Эмма — дочь режиссёра картины.
- Фильм поставлен по автобиографии Яна Гийу.

## Музыка
Evil. Original Motion Picture Score by Francis Shaw.
Дата выпуска: 27 июня 2006 года
1. Journey to New School (3:27)
2. Erik’s Mother Angry (0:36)
3. Erik and Marya (4:02)
4. Swimming Race (1:29)
5. Erik Digs in the Rain (2:20)
6. Erik Controls His Anger (2:30)
7. Piano Consolation (2:41)
8. The Class Nature Walk (3:03)
9. Erik Stalks the Bully (1:41)
10. Pierre Leaves School (3:53)
11. Erik Fights the Bully (2:26)
12. Safe in Marya’s Arms (3:54)
13. Hatred of Stepfather (2:05)
14. Snow/Marya Turns Away (2:56)
15. Erik Sad and Lonely (2:56)
16. Closing Titles (4:49)

## Награды
- 2004 год — Оскар: Номинация на «Лучший фильм на иностранном языке» (Швеция); Шанхайский кинофестиваль: «золотой кубок» в номинации «лучшая мужская роль» (получил Андреас Вилсон)